# Concepción (Corrientes)
Concepción é um cidade da Argentina, localizada na província de Corrientes.